# Stanislav Solovkin
Stanislav Aleksandrovich Solovkin (Ruso: Станислáв Алексáндрович Соло́вкин, nacido el 10 de enero de 1977 en Moscú) es un periodista, director y productor ruso. Es más conocido por su trabajo en programas como "Ultimo héroe", "Espérame" y otras emisiones de televisión populares.
Dos obras de Solovkin ("Mercado de esclavos" y "Los misterios de Stalin. Una versión de una biografía") fueron nominadas para el TEFI, quedando entre las tres finalistas. Como productor, también participó en el rodaje de  "Una carrera increíble" (de la cadena de televisión estadounidense CBS), el popular reality show ganador del Premio Emmy.

## Biografía
Cuando tenía 17 años, consiguió un trabajo en el programa "Noticias para los jóvenes" (ORT), donde trabajó primero como periodista, y luego como productor y director de historias.
En 1996 se matriculó en la Facultad de Periodismo de la Universidad de Moscú, donde se graduó en 2002.
De 1996 a 1997 fue corresponsal del semanario "Novaya Gazeta".
En 1997, Solovkin comenzó a trabajar para la compañía de televisión "VID", donde a lo largo de los años fue autor, guionista, editor, productor y director de programas como "Vzglyad", "Espérame", "Da un paso", "Otra vida", "El modo en que sucedió" y muchos otros. En ese mismo tiempo, fue autor y director del documental "Mercado de esclavos",, siendo finalista de los TEFI. La película recibió la aclamación de la crítica. Solovkin dirigió un grupo de televisión que filmaba los eventos de la segunda guerra chechena.
A principios de la década de 2000, Solovkin se mudó a Israel, donde trabajó en el canal en idioma ruso "Israel +". Más tarde se desempeñó como editor en jefe adjunto de la revista "Color TV", y convirtiéndose en  gerente de producción y más tarde coproductor ejecutivo del programa "Last Hero", una versión rusa de la franquicia mundialmente conocida "Superviviente".
Desde 2004, ha dirigido varias compañías de televisión que producen programas para la televisión rusa. Como productor ejecutivo, participó en la creación de "La casa de Romanov, Amor y muerte", "Los Romanov: el último día", "Los misterios de Stalin: una versión de una biografía" (programa finalista en el concurso nacional TEFI) ) y otros programas de televisión. También produjo los programas de comedia "Comedia en Channel One", "Gente graciosa", "Umora", "Fotos divertidas", los reality shows "Limpiar" y "Torre".
Desde 2008, ha colaborado con la red de televisión CBS (EE. UU.), Para la que facilitó 9 series del programa "Amazing Race". El programa ganó varios premios Emmy.
En 2014, junto con el destacado productor Vladimir Kartashkov, fundó la compañía de producción de televisión y cine "Soar Productions".
En 2015, Solovkin participó en la creación de un episodio del programa "Top Gear" en San Petersburgo.
En 2019, Stanislav Solovkin abrió la primera compañía de televisión rusa en Cuba.

## Filmografía

### Documentales
- "Mercado de esclavos", Pervy Kanal. Nominado para TEFI, 2000.[1]
- "Andersen. 200 años después de la infancia", Pervy Kanal
- "El último misterio del general Kappel" de la red de TVC
- "El último secreto de la familia real", canal Rossiya
- "Nación del ADN", SBS (Australia)[28][29][30]
- "Ruta de la seda: 2000 años de caminos cruzados", circuito cerrado de televisión (China)[31][32]

### Programas de televisión
Stanislav Solovkin ha trabajado en la coproducción y la creación de programas de televisión para CBS, BBC, Discovery, Channel 7 Australia, Travel Channel, Sci-Fi y otros. incluso:
- "La verdad del destino", canal de ciencia ficción (EE. UU.)[10]
- "Top Gear" en San Petersburgo, BBC.[10]
- "Amazing Race" para la red CBS, EE. UU.[10]
- "Crueles intenciones" (Wipe Out) en Argentina
- Canal de televisión "The Bachelor" TNT (República Dominicana, Venezuela)
- "The Amazing Race Australia" canal "Channel 7 Australia".
- "Ayalagan Astana", canal de televisión "Channel One Eurasia".
- Una serie de documentales de Edvard Radzinsky. La serie "Misterio de la muerte de Stalin: el último secreto" fue finalista del TEFI.[9]
- La serie "Gente graciosa"
- "Cómo fue"
- "Noticias para los jóvenes"
- "Espérame"[10]
- "Vzglyad"
- "Otra vida"
- "Último héroe"[1][13]
- "Moscú no cree en lágrimas - 25 años después ..."
- "Club de comedia en la primera"
- "Fotos divertidas"
- "12 pequeñas estatuillas", TNT[34][35]
- "M. Tariverdiyev. 17 Momentos del Destino"
- "¡Hola chicas!"
- "Jake y los piratas de nunca jamas"
- "Graduación mtv"
- "My Camp Rock"
- "Rehabilitación" del canal "Rusia - 1"
- "Mucho tiempo sin verte", TVC[8][10]
- "Estrellas sin patetismo", canal "YU".
- "Carrusel de estrellas"
- "Revelaciones", canal "Estrella"[10]
- "Prometido de 90 días", TLC (EE. UU.)
- "Alienígenas Ancestrales", History Channel (Estados Unidos)
- "El hombre encuentra comida", Travel Channel (EE. UU.)
- "Reizen Waes", Uno (Bélgica)
- "Chelsea", Netflix (EE. UU.)[36]
- "Conan en Armenia", TBS (EE. UU.)[37][38][39][40][41]
- "Vol 920", TVA (Canadá)
- "Celebrity Adventure Club", Travel Channel (EE. UU.)[42]
- "Solo se vive una vez", Travel Channel (EE. UU.)[43]
- "Amazing Race China", Shenzhen TV (China)